# Taha Benrhozil
Taha Benrhozil, né le 18 juin 2006 à Mohammédia (Maroc), est un footballeur marocain jouant au poste gardien de but au Fath US.

## Biographie

### En club
Natif de Mohammédia au Maroc, son père, un amoureux du football et du club mythique SC Chabab Mohammédia, inscrit Taha dans le club amateur Lanoria Club. Taha Benrhozil intègre ensuite l'Académie Mohammed VI. Il évolue pendant deux ans sous la houlette de l'entraîneur U15 Abdellatif Belmahdi.
En février 2023, il prend part au tournoi Mohammed VI  de la catégorie U19 en tant que gardien titulaire. Dans la phase de groupe, il est titularisé face à l'Olympique de Marseille et Rangers FC. Il parvient à éliminer le PSV Eindhoven en quarts de finale. L'Académie Mohammed VI est éliminé en demi-finale du tournoi après une séance de penaltys face à l'AS Génération Foot, vainqueurs du tournoi en finale face au Fath US,. Benrhozil et l'Académie disputent le match de la troisième place face au RC Strasbourg (défaite, 0-1).

### En sélection
Taha Benrhozil est international marocain en équipes de jeunes, étant sélectionné pour la première fois par Saïd Chiba avec les moins de 17 ans pour le championnat arabe de football des moins de 17 ans qui a lieu en Algérie. Titulaire dans tous les matchs disputés, il atteint la finale de la compétition contre l'Algérie -17 ans, sorti après une défaite sur séance de penaltys après un match nul à Oran,. Quelques secondes après le sacre de l'Algérie, une altercation éclate entre les joueurs algériens et Taha Benhrozil, provoquant un buzz dans la presse internationale,. Quelques semaines plus tard, la Fédération royale marocaine de football dépose un recours à la FIFA contre l'agression des joueurs marocains.
En novembre 2022, il dispute le tournoi de l'UNAF et remporte la compétition après trois victoires : face à la Tunisie -17 ans (victoire, 2-0), la Libye -17 ans (victoire, 1-0) et l'Égypte -17 ans (victoire, 2-1), assurant ainsi une place à la CAN U17.
Benhrozil est rappelé en sélection des moins de 17 ans à l'occasion de la CAN des moins de 17 ans qui a lieu au printemps 2023 en Algérie,, dans un contexte de fortes tensions et incertitudes liées aux relations compliquées entre les deux voisins maghrébins,. Titulaire tout du long de la compétition, il permet aux siens de se qualifier pour la coupe du monde junior grâce à ses remarquables prestations,. Il s'impose ensuite face au Mali pour atteindre la finale du tournoi,,. À la suite de la qualification en finale, il déclare à la presse : « Dieu merci. J’ai pleuré aujourd’hui sans que je m’en rende compte. C’est un énorme bonheur! ».Titulaire également en finale de la compétition face au Sénégal, il dispute cette finale avec le statut de gardien n'ayant encaissé le moindre but tout au long de la compétition, jusqu'aux deux buts inscrits par les Sénégalais à Alger (défaite, 2-1). Il voit ses chances de remporter la distinction de meilleur gardien de la compétition s'envoler vers les mains du gardien malien Bourama Koné,.
Le 23 octobre 2023, il est sélectionné sur la liste définitive de Saïd Chiba pour la Coupe du monde U17 en Indonésie.

## Style de jeu
Adoptant le rôle de gardien de but depuis son plus jeune âge, Taha évolue dans l'Académie Mohammed VI de football avec les tendances du football moderne : jeu de pieds, lecture des trajectoires et anticipation des profondeurs. En 2023, il est considéré par les médias marocains comme étant « une pépite », adoptant également le surnom « le petit Yassine Bounou »,.
Il bénéficie également d’une forte relation avec Anas Zniti qui affirme que leurs styles de jeu était semblable.

## Palmarès

### En sélection
- Maroc -17 ans
  - Championnat arabe des nations
    -  Finaliste en 2022[30]

  - Tournoi de l'UNAF (1)
    -  Champion en 2022

  - Coupe d'Afrique des nations
    -  Finaliste en 2023

### Distinctions personnelles
- 2022 : Élu meilleur gardien du championnat arabe de football des moins de 17 ans